# Wiener Montag (1912–1918)
Der von 1912 bis 1918 herausgegebene Wiener Montag war eine Wiener Wochenzeitung, die sich selbst anfangs als „unparteiisches Montagfrühblatt“ bezeichnete. In der Österreichischen Retrospektiven Bibliographie wird die Zeitung als „regierungsfreundlich“ klassifiziert.

## Geschichte
Die erste Ausgabe der Zeitung erschien am 28. Oktober 1912 unter dem Herausgeber Rudolf Glaser, die letzte unter Herausgeber S. Brakl am 4. November 1918.
Vorgänger der Zeitung war „Der Montag“, der 1912 gegründet wurde und nur wenige Monate existierte. Nach 1918 wurde die Wochenzeitung als „Der Tag“ bis 1921 fortgesetzt. Diese Zeitung ist wiederum nicht identisch mit jener Tageszeitung, die als „Der Tag“ ab November 1922 bis 1930 herausgegeben wurde, über namhafte Mitarbeiter sowie eine Redaktion in Prag verfügte.

## Angaben zur Zeitung
Die Zeitung erschien wöchentlich jeden Montag. Das Format betrug anfangs 38 mal 25 cm bei vier Spalten und ab August 1916 im Format 40,5 mal 27,5 cm bei drei Spalten.
Die Zeitung verfügte anfangs über den Zusatz „unparteiisches Montagfrühblatt“. Ab 3. März 1913 lautete der Zusatz „deutsches Morgenblatt“, ab 24. November 1913 „Montag-Frühblatt“ und ab 13. Juli 1914 schließlich „politisches Montagblatt“.
Im Jahr 1912 verfügte die Zeitung kurzfristig über mehrere Ausgaben, über eine Unterhaltungs-Beilage (28. Oktober bis 16. Dezember 1912) und anschließend über eine Moden-Beilage (4. November bis 2. Dezember 1912).

### Mitarbeiter
Herausgeber der Zeitung waren:
- bis 17. Februar 1913: Rudolf Glaser
- bis 5. Mai 1913: Karl Pogczebacz
- bis 11. August 1913: Leonhard Olscha
- bis 2. März 1914: Karl Brakl
- bis 4. November 1918: S. Brakl

Redakteure:
- bis 6. Jänner 1913: Josef Hubinka
- bis 17. Februar 1913: Hans Groß
- bis 5. Mai 1913: Karl Pogczebacz
- bis 11. August 1913: Leonhard Olscha
- bis 27. Oktober 1913: Karl Brakl
- bis 3. August 1914: Karl Sinkovec
- 17. August bis 23. April 1917: Josef Hubinka
- bis 4. November 1918: Karl Brakl